# Eric Milner
Eric Milner   (Londres, 17 de maig de 1928 - Calgary, 20 de juliol de 1997) va ser un matemàtic anglès assentat al Canadà.

## Vida i Obra
Milner va néixer en una família humil del barri de Lewisham; als onze anys va obtenir una beca per a una bona escola, però l'esclat de la Segona Guerra Mundial li va impedir l'ingrés. Va ser evacuat de Londres, com molts altres nens, i enviat a Reading. L'ambient de l'escola de Reading no el va agradar i es va escapar, tonant a Londres i sobrevivint pels carrers de la ciutat. Malgrat tot, acabada la guerra, va aprobar l'examen d'ingrés al King's College de Londres i, des de 1946 fins a 1951, hi va estudiar física i matemàtiques, amb els professors Charles Coulson i Richard Rado, respectivament.
Acabats els estudis, va acceptar una feina en una important corporació de mineria de l'estany a Singapur, però l'any següent, el professor Alexander Oppenheim el va convèncer d'incorporar-se a la universitat de Malaya (actualment Universitat Nacional de Singapur), cosa que va fer el 1952. El 1961 va tornar a Anglaterra per reunir-se amb Rado a la universitat de Reading i treballar en la seva tesi doctoral que va defensar el 1963 a la universitat de Londres.
El 1967 va acceptar un lloc de professor a la universitat de Calgary, en la qual era cap de departament Richard Guy, un antic col·lega seu a Singapur. Va fer tota la resta de la seva carrera acadèmica en aquesta universitat, en la qual va passar a ser professor emèrit el 1996, morint sobtadament un any més tard.
Milner va ser un distingit expert en combinatòria que va publicar un centenar d'articles científics sobre la combinatòria de la teoria de conjunts, molts de ells escrits en col·laboració amb altres autors.